# We Are Detective
We Are Detective är en låt av den brittiska gruppen Thompson Twins från albumet Quick Step and Side Kick. Den utgavs som singel i april 1983 och nådde 7:e plats på brittiska singellistan, vilket var gruppens dittills högsta listplacering.

## Utgåvor
7" singel
1. We Are Detective – 3.05
2. Lucky Day – 3.52

12" singel
1. We Are Detective (More Clues) – 6.00
2. Lucky Day (Space Mix) – 6.58

Dubbel 12"
1. We Are Detective (More Clues) – 6.00
2. Lucky Day (Space Mix) – 6.58
3. Love Lies Fierce – 6.58
4. Frozen In Time – 6.19

Europeisk 12" (Dubbel A-sida)
1. Watching (You Watching Me) – 5.48
2. We Are Detective (More Clues) – 6.00